# نهر مايسي
نهر مايسي هو نهر يقع في ولاية الأمازون في شمال غرب البرازيل.
يتدفق عبر غابة هيوميتا الوطنية التي تبلغ مساحتها 473,155 هكتارا.